# Satoka-Brücke
Die Satoka-Brücke (ukrainisch Підйомний міст у Затоці / Pidjomnyj mist u Satozi, wiss. Transliteration Pidjomnyj mist u Zatoci; engl. Zatoka Bridge) ist eine kombinierte Eisenbahn-Straßen-Brücke über die Mündung des Dnister-Limans in das Schwarze Meer bei Satoka.
Die vertikale Hubbrücke liegt in der südlichen Region Satoka zwischen dem Hafen von Odessa und der Grenze zu Rumänien und Moldawien. Es ist eine wichtige Verkehrsverbindung, die im Laufe des russischen Angriffs auf die Ukraine bereits wiederholt bombardiert wurde.
Die Brücke wurde 1955 eröffnet, über sie verlaufen die nationale Fernstraße R70 und die Bahnstrecke Odessa–Basarabeasca.
Es ist die einzige direkte Landverbindung von der ukrainischen Hafenstadt Odessa nach Rumänien, die bei Kriegsbeginn unter anderem genutzt wurde, um die russische Blockade im Schwarzen Meer zum Beispiel von Getreidelieferungen zu umgehen.
Die über die Dnister-Passage führende Brücke wurde am 10. Februar 2023 durch eine erstmals von Russland verwendete Seedrohne angegriffen.